# Onuphis branchiata
Onuphis branchiata är en ringmaskart som beskrevs av Treadwell 1931. Onuphis branchiata ingår i släktet Onuphis och familjen Onuphidae. Inga underarter finns listade i Catalogue of Life.